# Wawrowo
Wawrowo is een plaats in het Poolse district  Działdowski, woiwodschap Ermland-Mazurië. De plaats maakt deel uit van de gemeente Lidzbark en telt 140 inwoners.